# Epomis dejeani
Epomis dejeani (também conhecido por Chlaenius dejeanii) é um insecto coleóptero da família dos carabídeos. É um predador, e entre as suas presas encontram-se anfíbios como rãs e salamandras muito maiores que o inseto.